# Macrocyprididae
Macrocyprididae is een familie van kreeftachtigen uit de klasse van de Ostracoda (mosselkreeftjes).

## Geslachten
- Macrocypria Sars, 1923
- Macrocyprina Triebel, 1960
- Macrocypris Brady, 1867
- Macrocyprissa Triebel, 1960
- Macromckenziea Maddocks, 1990
- Macropyxis Maddocks, 1990
- Macrosarisa Maddocks, 1990
- Macroscapha Maddocks, 1990
- Pseudomacrocypris Michelsen, 1975 †
- Yemanja Brandão, 2010